# Radar Men from the Moon
Radar Men from the Moon (1952) este un film științifico-fantastic produs de Republic Pictures și regizat de Fred C. Brannon; cu George Wallace, Aline Towne și Roy Barcroft în rolurile principale. Scenariul este scris de Ronald Davidson.

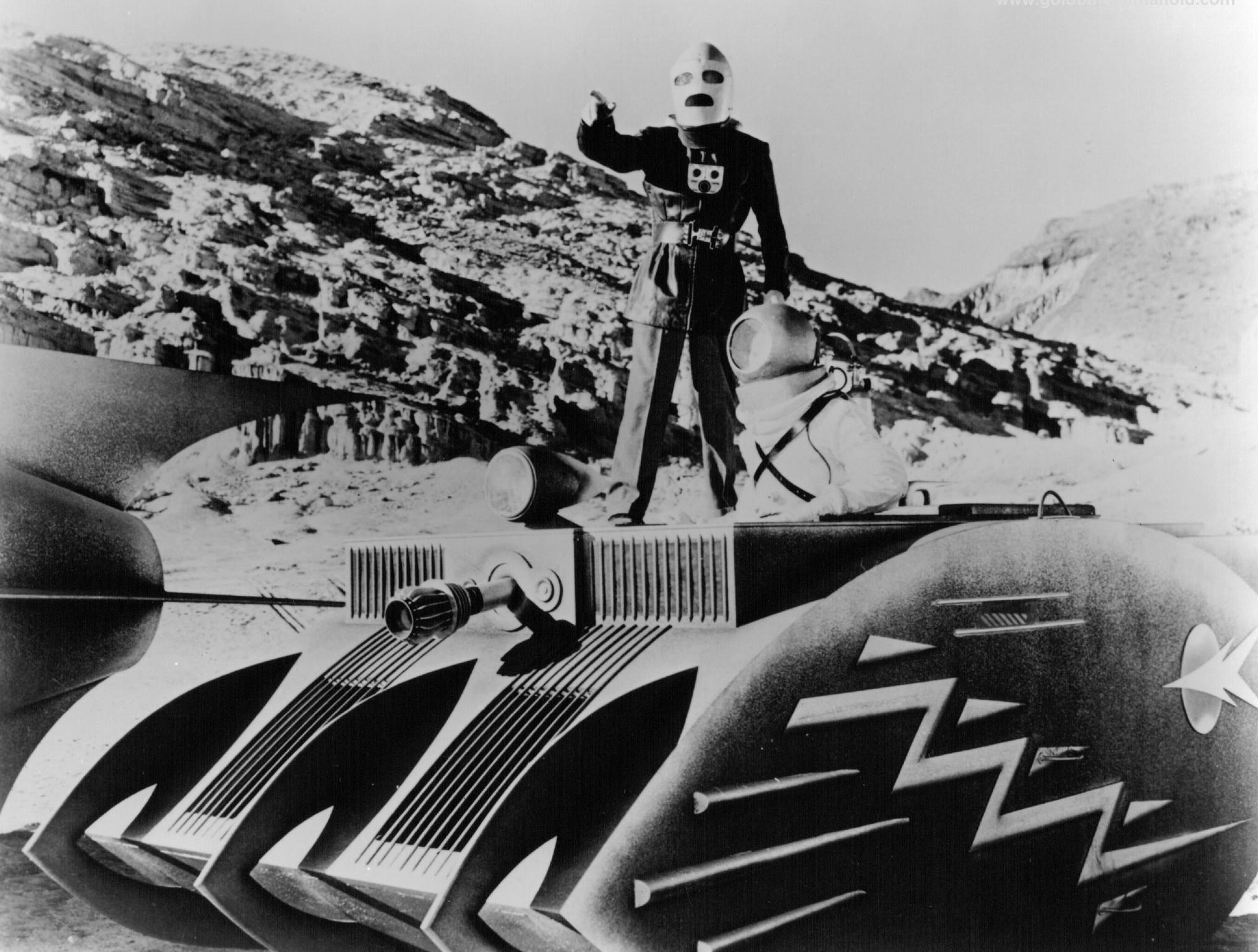

## Povestea
Obiective strategice de pe Pământ sunt distruse de o armă necunoscută. Conducătorul guvernamental al securității Henderson (Don Walters) crede că este vorba de o rază atomică care provine de pe Lună. El îi cere lui Commando Cody (George Wallace), un om de știință dar și un om al acțiunii, îmbrăcat cu un costum zburător secret, să investigheze problema.

## Distribuție
- George Wallace - Commando Cody.
- Aline Towne - Joan Gilbert
- Roy Barcroft - Retik, Ruler of the Moon.
- William Bakewell - Ted Richards
- Peter Brocco - Krog
- Clayton Moore - Graber
- Bob Stevenson  - Daly
- Don Walters - Govt. Agent Henderson

## Vezi și
- Lista episoadelor din Mystery Science Theater 3000